# Plateau-Observatorium
Koordinaten: 80° 22′ 0″ S, 77° 21′ 0″ O
Das Plateau Observatory, kurz PLATO, ist ein ferngesteuertes Observatorium in der Antarktis. Es wurde im Jahre 2008 auf der Hochebene Dome A in 4100 Meter Höhe über dem Meeresspiegel in Betrieb genommen.
Das Observatorium wurde an der University of New South Wales entwickelt.
Der Aufbau fand unter der Leitung von Wissenschaftlern des Chinesischen Polarforschungszentrums statt. Die Station besitzt ein Gewicht von sieben Tonnen. Sie besteht aus sieben Teleskopen, davon vier aus der Volksrepublik China mit einem Durchmesser von 14,5 cm. Im Sommer wird das Observatorium von Solarzellen mit Energie versorgt, im Winter mit Dieselaggregaten, die mit 4000 Liter Diesel versorgt werden. Die Beobachtungsdaten werden über das Iridium-System übertragen. Es sollen insbesondere veränderliche Helligkeiten von Sternen zur Suche nach Planeten beobachtet werden.